# Andrés Prieto (Fußballspieler, 1993)
Andrés Tomás Prieto Albert (* 17. Oktober 1993 in Alicante) ist ein spanischer Fußballtorwart. Seit 2021 spielt er für Dinamo Tiflis in der ersten georgischen Liga.

## Karriere
Prieto begann seine Karriere bei Real Madrid. Sein Profidebüt für den Zweitligisten Real Madrid Castilla gab er am 34. Spieltag 2012/13 gegen Recreativo Huelva. 2013 wurde er zu Real Madrid C degradiert. 2014 wechselte er zu Espanyol Barcelona, für die er in den kommenden Jahren in der zweiten Mannschaft aktiv war.
Am 28. August 2020 wechselte Prieto zum englischen Zweitligisten Birmingham City und unterschrieb einen bis 2023 gültigen Vertrag. Sein Vertrag wurde im gegenseitigen Einvernehmen am 15. Juli 2021 aufgelöst und er zog weiter zum amtierenden georgischen Meister Dinamo Tiflis. Im Juli 2022 wechselte er dann zum spanischen Zweitligisten AD Alcorcón, bei dem er bis zum Juli 2023 unter Vertrag stand.
Seit der Saison 2023/24 ist er beim Drittligisten SD Ponferradina aktiv.